# Kazuki Sato (futbolista nacido en 1993)
Kazuki Sato (佐藤 和樹 Satō Kazuki?, nacido el 18 de mayo de 1993 en Nagoya, Aichi) es un futbolista japonés que se desempeña como defensa.

## Trayectoria

### Clubes
| Club             | País  | Año         |
| ---------------- | ----- | ----------- |
| Nagoya Grampus   | Japón | 2012 - 2015 |
| J. League sub-22 | Japón | 2014 - 2015 |
| Mito HollyHock   | Japón | 2016 - 2017 |
| Kataller Toyama  | Japón | 2017 -      |

## Estadística de carrera

### J. League
| Club             | Año   | J. League | J. League | Copa J. League | Copa J. League | Total | Total |
| Club             | Año   | Part.     | Goles     | Part.          | Goles          | Part. | Goles |
| ---------------- | ----- | --------- | --------- | -------------- | -------------- | ----- | ----- |
| Nagoya Grampus   | 2012  | 0         | 0         | 0              | 0              | 0     | 0     |
| Nagoya Grampus   | 2013  | 0         | 0         | 0              | 0              | 0     | 0     |
| Nagoya Grampus   | 2014  | 3         | 0         | 2              | 0              | 5     | 0     |
| Nagoya Grampus   | 2015  | 1         | 0         | 2              | 0              | 3     | 0     |
| J. League sub-22 | 2014  | 4         | 0         | -              | -              | 4     | 0     |
| J. League sub-22 | 2015  | 6         | 0         | -              | -              | 6     | 0     |
| Mito HollyHock   | 2016  | 11        | 0         | -              | -              | 11    | 0     |
| Mito HollyHock   | 2017  | 0         | 0         | -              | -              | 0     | 0     |
| Kataller Toyama  | 2017  | 8         | 1         | -              | -              | 8     | 1     |
| Total            | Total | 33        | 1         | 4              | 0              | 37    | 1     |